# Chieh Chen
Chieh Chen ( 1928 - 2011) fue un botánico y profesor chino.
Fue investigador en el "Laboratorio de Botánica Sistemática y Evolucionaria", del "Instituto de Botánica", "Academia Sinica", en Pekín.

## Algunas publicaciones

### Libros
- 1993. Bibliography of Chinese systematic botany, 1949-1990. Con Zhongguo ke xue yuan. Zhi wu yan jiu suo. Editor Guangdong Science & Technology Press, 810 pp.

- La abreviatura «C.Chen» se emplea para indicar a Chieh Chen como autoridad en la descripción y clasificación científica de los vegetales.[1]

Existen 193 registros IPNI, de sus identificaciones y nombramientos de nuevas especies, las que publicó en : Acta Phytotax. Sin.; Fl. Yunnan.; Dressler in Telopea; Szlach. in Fragm. Flor. Geobot., Supp.; Fl. Reipubl. Popularis Sin.; Acta Bot. Yunnan.; Gen. Cymbidium China; J. Wuhan Bot. Res.; Orchidee (Hamburg); Shenzhen Sci. Technol.; Proc. 12th World Orchid Conf., 1987; Quart. Bull. Alp. Gard. Soc.; Novon; Orchidee; Harvard Pap. Bot.; J. Bamboo Res.